# Ejpovice
Ejpovice (německy Eipowitz) jsou obec v okrese Rokycany v Plzeňském kraji. Vesnice stojí na levém břehu řeky Klabavy zhruba šest kilometrů západně od Rokycan a deset kilometrů východně od Plzně. Žije v ní 807 obyvatel.

## Poloha
Ejpovice leží při dvou významných komunikacích, spojujících Prahu a Plzeň: jižně od obce probíhá dálnice D5 (exit 67), na straně severní pak železniční trať Praha–Plzeň (stanice Ejpovice), z níž zde odbočuje trať do Radnic. V katastru obce se nachází Vodní nádrž Ejpovice o ploše 44 hektarů a hloubce 43 metrů, která vznikla zatopením dolu, jenž byl v provozu od roku 1954 do roku 1967. Začínají zde též 2 souběžné 1563 metrů dlouhé tunely pod vrchem Hradiště, jenž sloužily k odvedení vody z řeky Klabavy v průběhu těžby železné rudy. V roce 2020 byla na konci pravého tunelu zabudována Kaplanova turbína pro výrobu elektřiny s výkonem 320 kilowattů. Dva a půl kilometru severozápadně od železniční stanice Ejpovice na trati Praha–Plzeň leží vjezd do 4150 metrů dlouhého Ejpovického tunelu, jenž je nejdelším železničním tunelem v České republice.   
Sousedními obcemi sídla jsou Kyšice, Tymákov, Dýšina, Rokycany a Klabava.

## Název
V Topograficko-statistickém slovníku lze nalézt také historické varianty názvu Epovice a Vejpovice.
Název obce znamená „ves lidí Epových“ a pochází od německého osobního jména Eppo (Ebbo), zkrácené podoby jména Eberhart; Nynější podoba s počátečním ej- vznikla prodlouženou výslovností po předložkách v a z. Dlouhé é se pak druhotně změnilo v ej.

## Historie
První písemná zmínka o vesnici (Eypowicz) pochází z roku 1331, kdy král Jan Lucemburský Ejpovice, tehdy v držení špitálu sv. Maří Magdaleny v Plzni, zprostil královské berně. Od roku 1375 byla vesnice v majetku vladyků Štěpána a Zifrýda z Ejpovic, usedlých na Hrádku u Ejpovic. Dále byla v držení Štěpána ze Švamberka (od 1379), Beneše z Ejpovic (od 1398) a Staňka z Pavlovic (od 1505). V roce 1537 prodali Václav a Kryštof Točníkové z Křimic spolu se strýcem Janem novou tvrz Ejpovice (sídlo přímo ve vsi), Hrádek a ves Kyšice městu Plzni. V 17. století byla v okolí vesnice zahájena těžba železných rud a byl zde vybudován vodní hamr.

## Obyvatelstvo
| Rok            | 1869 | 1880 | 1890 | 1900 | 1910 | 1921 | 1930 | 1950 | 1961 | 1970 | 1980 | 1991 | 2001 | 2011 | 2021 |
| -------------- | ---- | ---- | ---- | ---- | ---- | ---- | ---- | ---- | ---- | ---- | ---- | ---- | ---- | ---- | ---- |
| Počet obyvatel | 620  | 659  | 699  | 657  | 736  | 765  | 910  | 843  | 709  | 568  | 533  | 520  | 497  | 642  | 748  |
| Počet domů     | 85   | 89   | 91   | 95   | 105  | 112  | 165  | 217  | 178  | 163  | 160  | 185  | 200  | 224  | 277  |

## Obecní správa a politika

### Obecní symboly
Znak a vlajka byly obci uděleny rozhodnutím předsedy Poslanecké sněmovny Parlamentu České republiky dne 27. února 2004.

### Starostové
Prvním nekomunistickým starostou po revoluci v roce 1989 byl pan Stanislav Rampas. Ve funkci ho vystřídal  Bohumil Volf. Do roku 2014 působila jako starostka Marie Šrailová, od roku 2014 vykonává funkci starosty Jaromír Kalčík.

## Spolky
Kolem roku 1883 byl jediným spolkem v obci čtenářsko-ochotnický spolek. Sbor dobrovolných hasičů Ejpovice byl založen 25. února 1894, kdy byly schváleny c. k. místodržitelstvím stanovy sboru. Ustanovující schůze se pak konala 31. března 1894. Stručný přehled historických událostí, které vedly k založení sboru a dále popisují jeho činnost popsal Michal Křížek ve svém vystoupení při oslavách 110 let od založení sboru. V současné době (rok 2007) sbor pomáhá udržovat jednotku požární ochrany obce, zařazenou do třetí kategorie pro výjezd i mimo území obce.

## Sport
V obci působí TJ Sokol Ejpovice, jenž měl v roce 2023 více než 200 členů. Úspěšný je oddíl národní házené, jehož ženy hrají v roce 2024 první ligu a muži druhou ligu. V sezoně 1970/1971 v 1. lize v kategorii mužů získal oddíl titul mistra v národní házené.

## Pamětihodnosti
- zřícenina Hrádek nad Klabavou
- Usedlost čp. 3
- Usedlosti čp. 1 a 2[12][13]
- Kaple svatého Václava
- Kaple svatého Jana Nepomuckého[14]
- Statky se zdobenými štíty ve stylu selského baroka
- Přírodní památka Ejpovické útesy, zhruba jeden kilometr severně, světově nejstarší lokalita autochtonního výskytu spodnoordovické fauny v zatopeném lomu vodní nádrže
- Přírodní památka Pod Starým hradem, asi dva kilometry východně, klasické paleontologické naleziště
- V katastru obce se nachází nejzápadnější bod okresu Rokycany (49°44′20″ s. š., 13°29′41″ v. d.); toto místo leží v nadmořské výšce 455 m 2 km západně od Ejpovic, při křižovatce lesních cest na východním úbočí vrchu Na Pohodnici (499 m).

## Osobnosti
- Sylvestr Halata (1913–1994), akademický malíř
- Kamil Krofta (1876–1945), historik, univerzitní profesor, politik a diplomat
- Oldřich Kuba (1925–2000), pedagog a ředitel Západočeské galerie v Plzni
- Oldřich Tyl (1884–1939), architekt

## Další fotografie

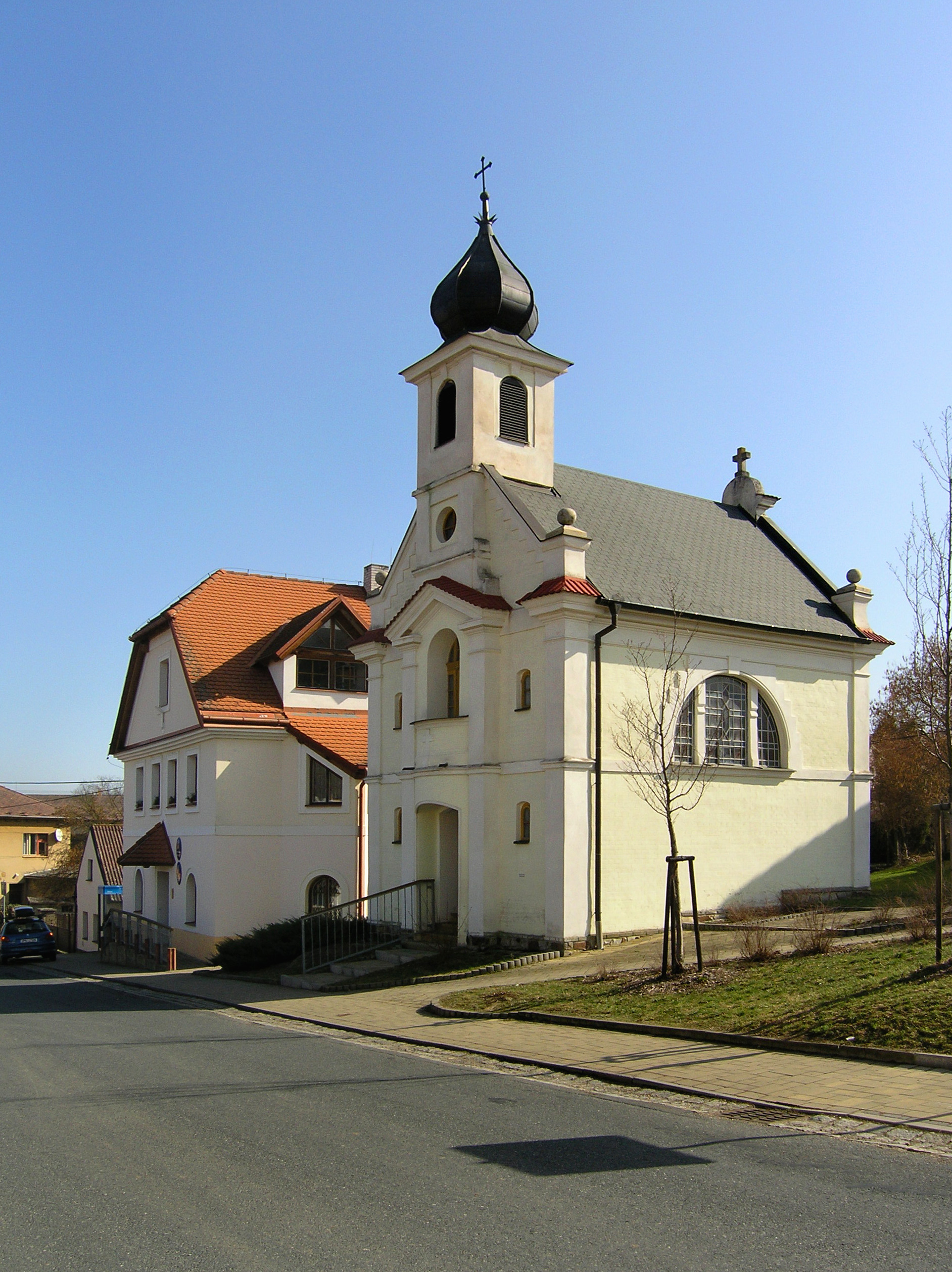
Kostelík sv. Václava
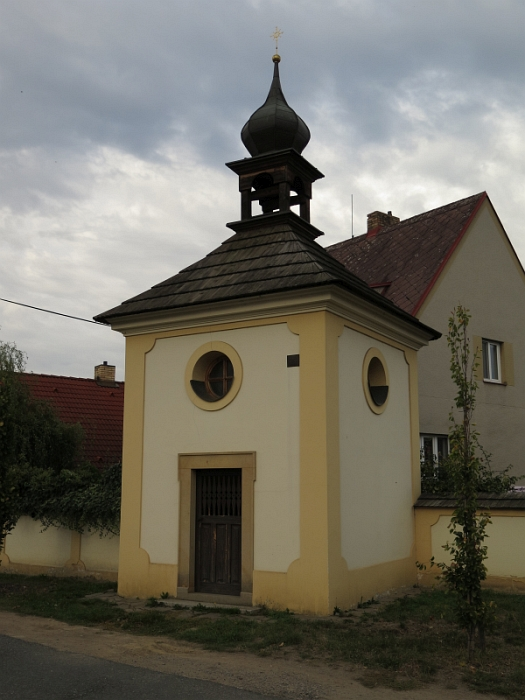
Místní kaple svatého Jana Nepomuckého
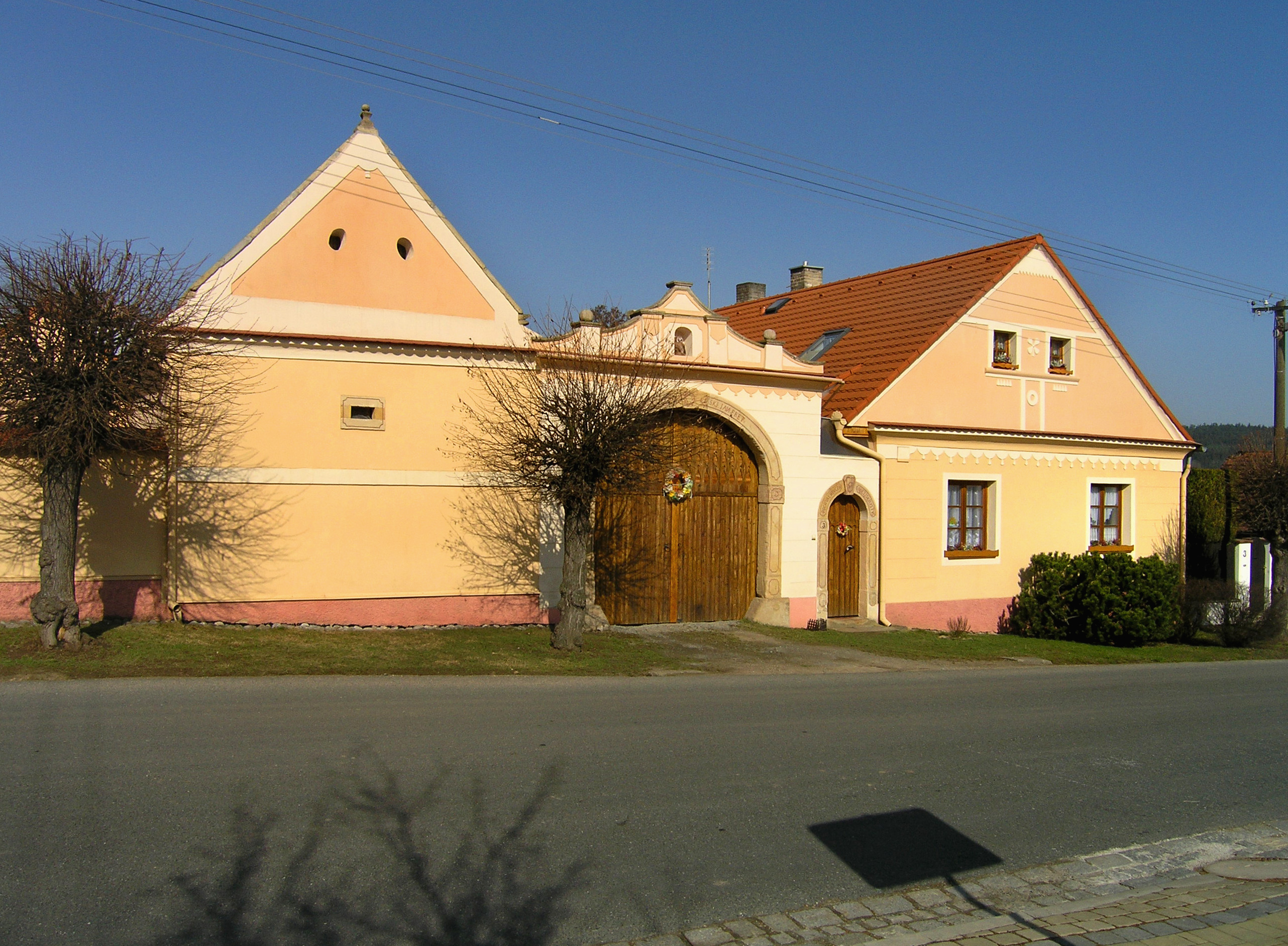
Místní usedlost čp. 3
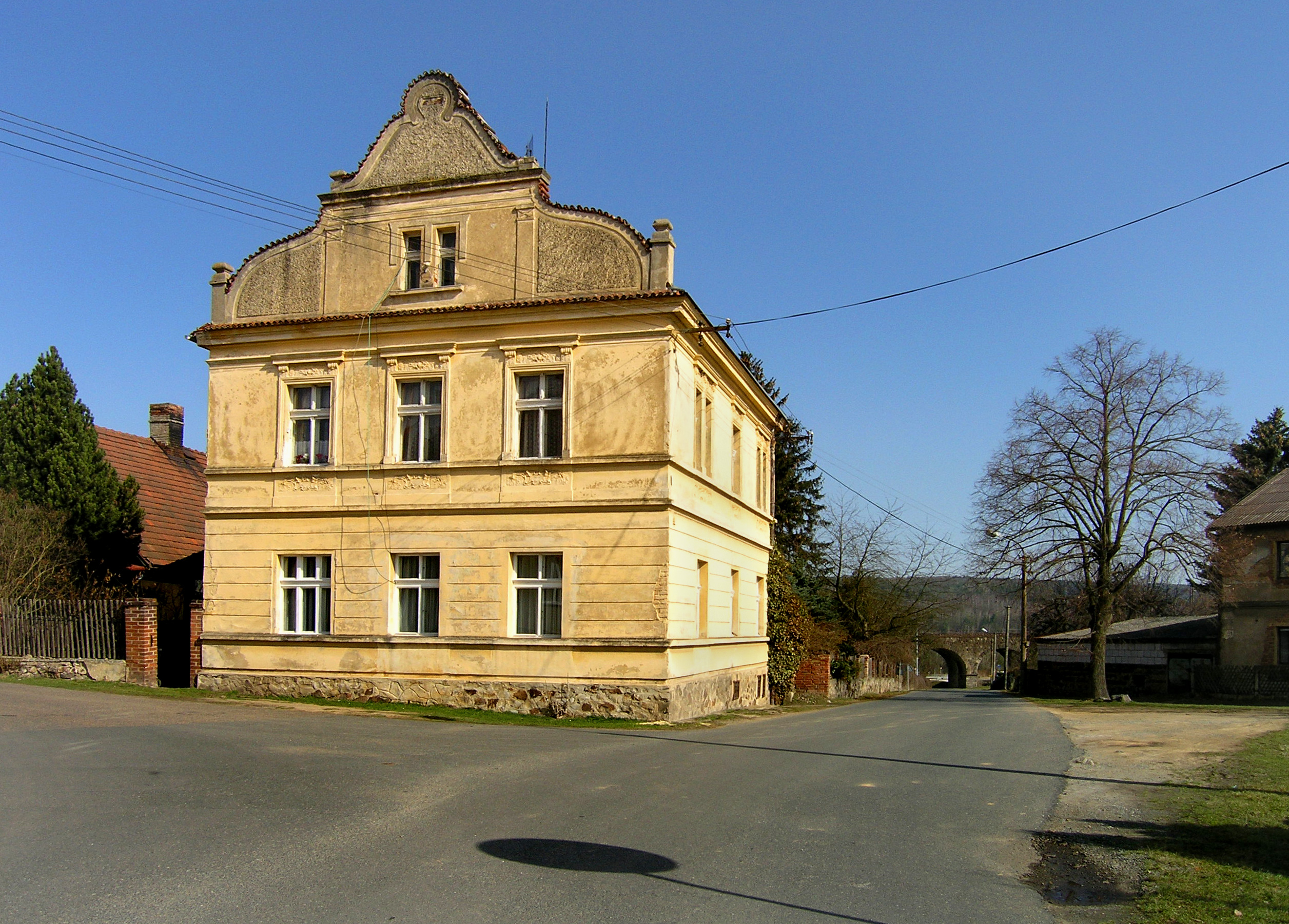
Dům městského typu v Ejpovicích
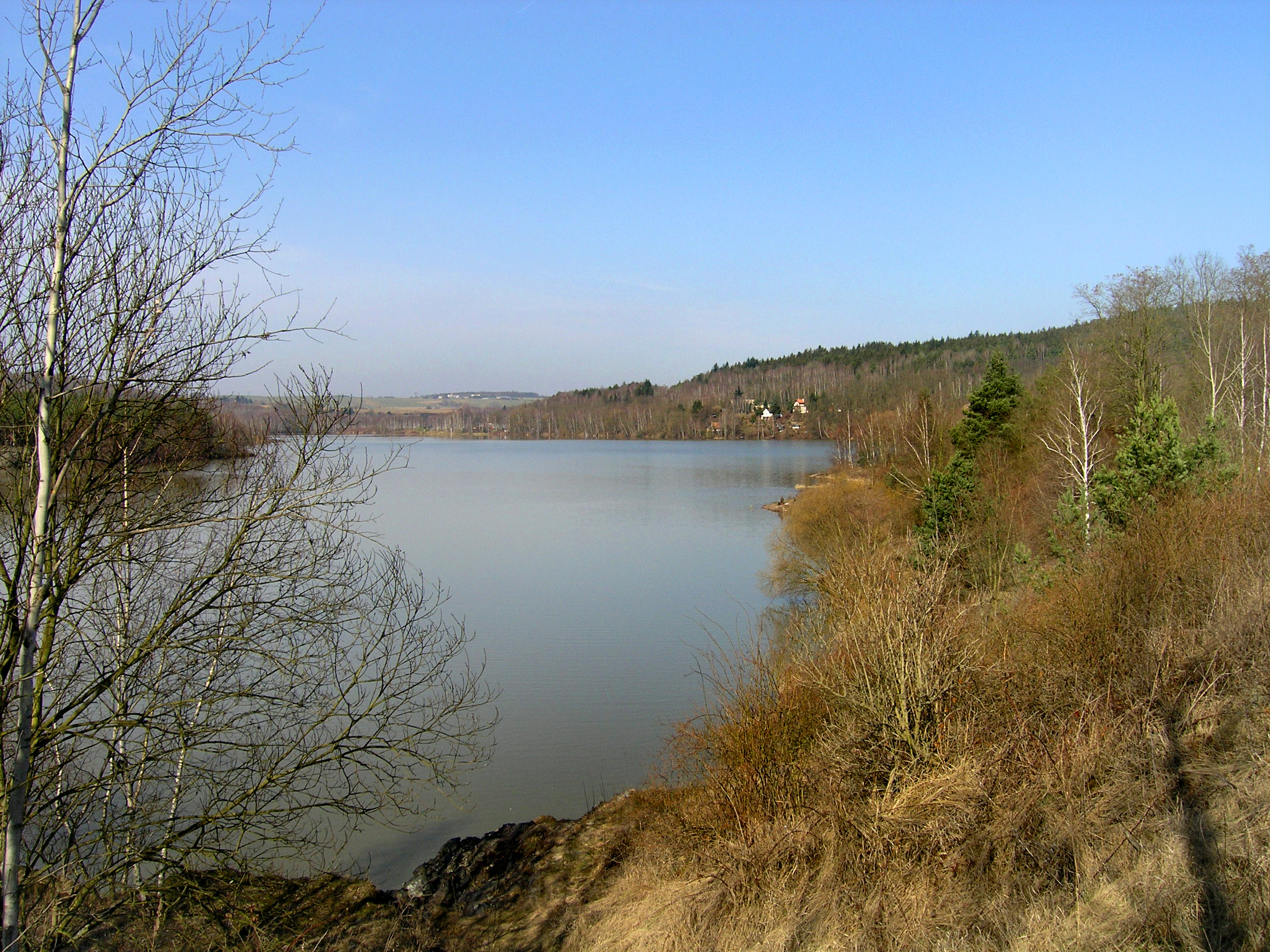
Ejpovická vodní nádrž